# Muhtar (titre)

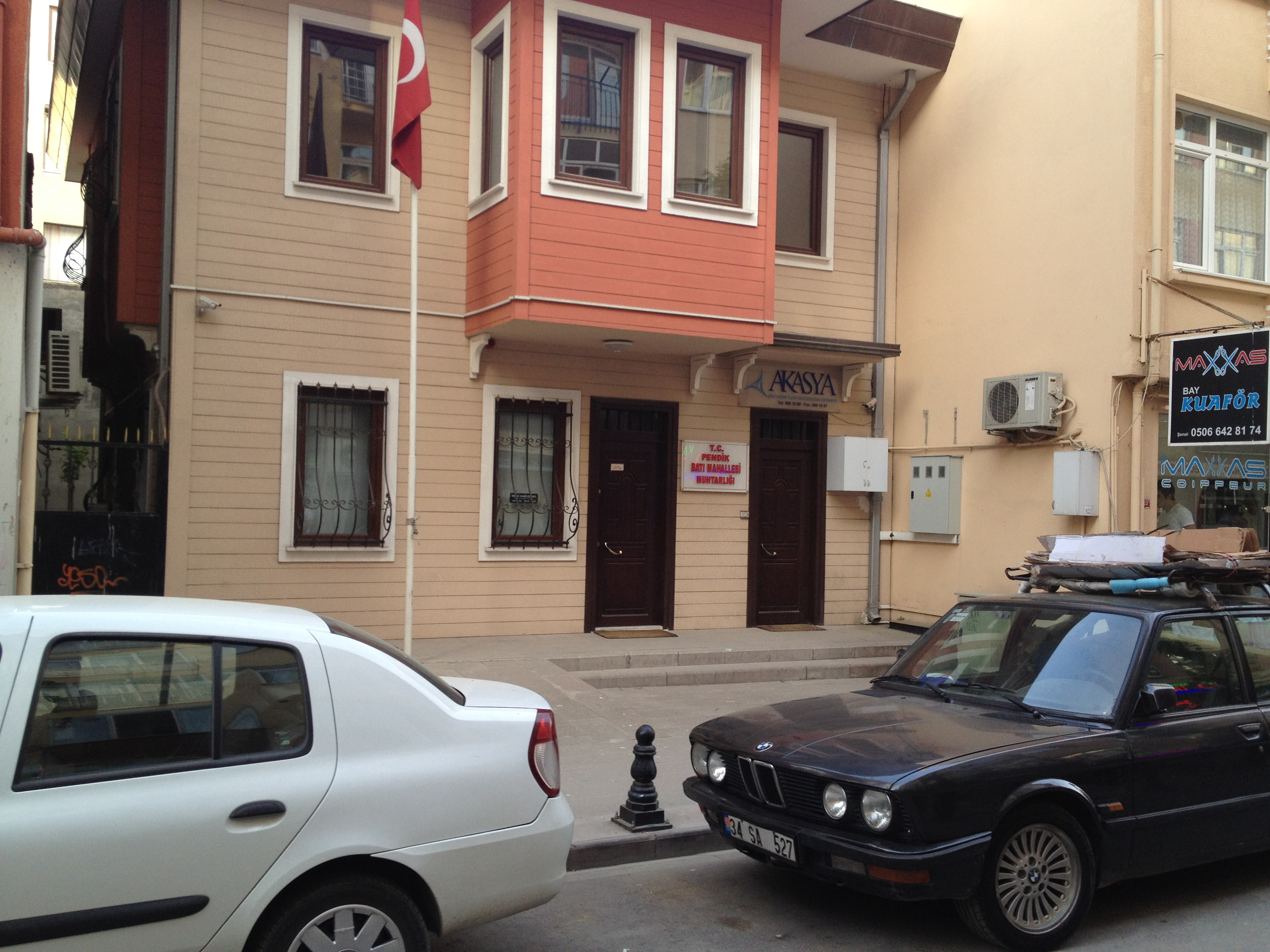
Le bâtiment du muhtarlık du quartier de Batı situé dans le district de Pendik à Istanbul.

Un muhtar est le chef de village élu dans les villages de Turquie et dans les villages de la république turque de Chypre du Nord. Dans les villes, de même, chaque quartier a un muhtar mais avec un statut légèrement différent. Les muhtars et leurs conseils de village (turc : Azalar ou İhtiyar heyeti) sont élus pendant les élections locales pour cinq ans. Cependant, les partis politiques ne sont pas autorisés à proposer des candidats pour ces postes.

## Muhtars ruraux
Dans chaque village, le muhtar est la plus haute autorité élue du village. Il n'y a pas de maire dans un village. Selon la Loi sur les villages, les tâches des muhtars sont réparties en deux groupes : les tâches obligatoires concernent la santé publique, l'éducation primaire, la sécurité et la notification des annonces publiques, etc. Les tâches non obligatoires dépendent des demandes des habitants du village.

## Muhtars urbains
Dans chaque ville il y a plusieurs quartiers. Dans les villes de taille moyenne, il peut y avoir des dizaines de quartiers, et dans les grandes villes, le nombre peut dépasser largement une centaine. Chacun a un muhtar. Les muhtars urbains ont moins de tâches que les muhtars ruraux, allant de l'enregistrement des résidents du quartier à la fourniture de copies officielles des actes de naissance et des cartes d'identité.